# مانوئل بومپار
مانوئل بومپار (به فرانسوی: Manuel Bompard، متولد ۳۰ مارس ۱۹۸۶) یک سیاست‌مدار سوسیالیست اهل فرانسه است. او از سال ۲۰۲۲ نماینده مجلس ملی است و از دسامبر همان سال در سمت دبیر ملی حزب فرانسه تسلیم‌ناپذیر مشغول به خدمت است. وی پیش از آن بین سال‌های ۲۰۱۹ تا ۲۰۲۲ نماینده پارلمان اروپا بود.

## اوایل زندگی
مانوئل بومپار در ۳۰ مارس ۱۹۸۶ در فیرمینی فرانسه به دنیا آمد. او در شهر دروم بزرگ شد و مدرسه را به پایان رساند. پدر او یک مهندس کامپیوتر و مادر او یک کارمند اداری دولتی در بخش مسکن بود. وی در سال ۲۰۱۱ پس از دفاع از تز دکترای خود در زمینه ریاضیات کاربردی موفق به دریافت دکترای ریاضیات از دانشگاه نیس سوفیا آنتیپولیس شد. وی پیش از ورود به سیاست در یک استارت‌آپ مرتبط با ماشین لرنینگ کار می‌کرد.

## فعالیت سیاسی
مانوئل بومپار در سال ۲۰۰۹ به حزب چپ فرانسه که توسط ژان لوک ملانشون رهبری می‌شد پیوست و در سال ۲۰۱۰ به سمت دبیر ملی این حزب منصوب شد. در سال ۲۰۱۲ وی مدیریت کمپین انتخاباتی ملانشون را برعهده داشت. ملانشون در این انتخابات موفق به کسب ۱۱ درصد از آرا شد و به جایگاه چهارم رسید.
بومپار در سال ۲۰۱۵ به‌عنوان نامزد حزب چپ در انتخابات شوراهای اداری فرانسه شرکت کرد ولی موفق به کسب پیروزی در انتخابات نشد. وی سپس به‌عنوان کاندیدای حزب چپ در انتخابات مجلس فرانسه در سال ۲۰۱۷ شرکت کرد ولی مجدداً با شکست مواجه شد و نتوانست به صحنه قانون‌گذاری وارد شود.
در ژوئیه ۲۰۱۸ بومپار به‌عنوان سخنگوی حزب فرانسه تسلیم‌ناپذیر، حزبی که مجدداً توسط ژان لوک ملانشون رهبری می‌شد منصوب شد. در سال ۲۰۱۹ وی به‌عنوان نامزد حزب فرانسه تسلیم‌ناپذیر در انتخابات پارلمان اروپا شرکت کرد و سرانجام توانست در انتخابات به پیروزی برسد و به‌عنوان نماینده پارلمان اروپا انتخاب شود.
در سال ۲۰۲۲ وی توانست به مجلس ملی فرانسه راه یابد و جانشین ژان لوک ملانشون شود که در انتخابات مجلس آن سال شرکت نکرده بود.
در دسامبر ۲۰۲۲ ملانشون از سمت خود به‌عنوان دبیر ملی حزب فرانسه تسلیم‌ناپذیر کناره‌گیری کرد و بومپار را بدون انتخابات درون حزبی به‌عنوان جانشین خود در این سمت منصوب کرد. این عمل اعتراضات زیادی را در داخل و خارج حزب درپی داشت و عده‌ای از سیاست‌مداران سرشناس حزب در اعتراض به انتصاب غیردموکراتیک مانوئل بومپار به سمت دبیر ملی تهدید به کناره‌گیری از حزب فرانسه تسلیم‌ناپذیر کردند.